# 埃尔 (东比利牛斯省)
埃尔（法語：Err，法語發音：[ɛʁ] ⓘ）是法国东比利牛斯省的一个市镇，属于普拉德区。

## 地理
埃尔（42°26'24"N, 2°2'0"E）面积25.92 平方千米，位于法国奧克西塔尼大區东比利牛斯省，该省份为法国大陆部分最南部的省份，涵盖了北加泰罗尼亚，北起奥德省，西接阿列日省和安道尔，南与西班牙接壤，东临地中海。
与埃尔接壤的市镇（或旧市镇、城区）包括：克拉尔夫斯、约村、瓦尔瑟博耶尔、奥塞雅、萨亚古斯、圣莱奥卡迪。
埃尔的时区为UTC+01:00、UTC+02:00（夏令时）。

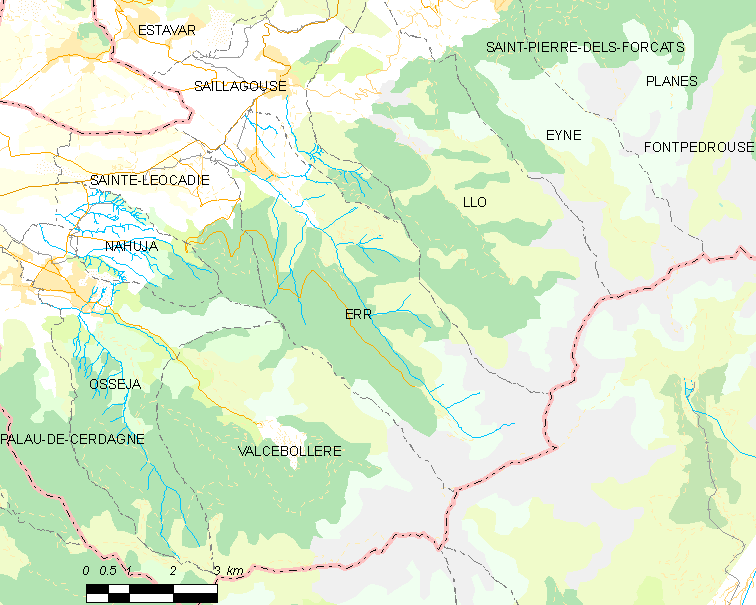
埃尔的OSM定位图

## 行政
埃尔的邮政编码为66800，INSEE市镇编码为66067。

## 政治
埃尔所属的省级选区为加泰罗尼亚比利牛斯县。

## 人口

1962-2008年间埃尔人口变化图示

埃尔于2022年1月1日时的人口数量为714人。